# Аурискальпій звичайний
Аурискальпій звичайний (Auriscalpium vulgare) — вид базидіомікотових грибів родини аурискальпієві (Auriscalpiaceae).

## Поширення
Досить поширений вид в Європі, помірній зоні Азії та Північній Америці.

## Опис
Шапка діаметром 0,5 — 2,5 см, тонка, асиметрична, напівокругла, часто розташована збоку, іноді симетрична, округла, випукла, випукло-розпростерта, іноді з бугорком посередині, з тонким опущеним волохатим краєм. Поверхня шапки жорстко-щетиниста, з віком майже гола, спочатку коричнева, сіро-коричнева, іноді з темнішими зонами, пізніше темно-бура, чорнувата, чорно-бура.
Гіменофор шипастий. Шипи довжиною до 3 мм, конусоподібні, спочатку білуваті, сірувато-білуваті, пізніше кремові, жовтуваті, сірувато-коричнево-бурі, з стерильними кінчиками.
Споровий порошок білий. Спори 4,5-4 * 3,5-4 мкм, широкоовальної або майже округлої форми, приплюснуті з одного боку, з шершавою поверхнею, амілоїдні, безбарвні.
Ніжка висотою 3 — 10 см, діаметром 0,1 — 0,2 см, ексцентрична або бічна, іноді центральна, рівна або зігнута, жорстко-волосиста, того ж кольору, що й поверхня шапки.

## Екологія
Росте з кінця квітня до кінця жовтня (старі плодові тіла зустрічаються до кінця березня наступного року), в хвойних та змішаних лісах, на шишках дерев хвойних порід, рідко на трухлявій деревині, поодинці та невеликими групами.